# Press (série télévisée)
Press est une mini-série britannique en six parties de 57 minutes réalisée par Tom Vaughan, scénarisée par Mike Bartlett, et diffusée du 6 septembre au 11 octobre 2018 sur BBC One.
Cette série est inédite dans tous les pays francophones.

## Synopsis
Les deux facettes de la presse quotidienne anglaise vues à travers le traitement de mêmes évènements par les journalistes de The Herald, un titre attaché à l'intégrité de ses informations, et par ceux de The Post, un tabloïd axé sur l'information « divertissement ».

## Distribution
- Charlotte Riley : Holly Evans, rédactrice en chef informations du Herald
- Ben Chaplin : Duncan Allen, directeur de la rédaction du Post
- Priyanga Burford (en) : Amina Chaudury, directrice de la rédaction du Herald
- Paapa Essiedu : Ed Washburn, reporter au Post
- Al Weaver : James Edwards, reporter au Herald Herald
- Ellie Kendrick : Leona Manning-Lynd, reporter au Herald
- Brendan Cowell (en) : Peter Langly, directeur adjoint de la rédaction du Herald
- Shane Zaza (en) : Raz Kane, rédacteur en chef informations du Post
- David Suchet : George Emmerson, propriétaire du Post

## Épisodes
1. Death Knock
2. Pure
3. Don't Take My Heart, Don't Break My Heart
4. Magic
5. Two Worlds
6. Resonance